# Alona Tal
Alona Tal (Herzliya, 20 ottobre 1983) è un'attrice e cantante israeliana.

## Carriera
Alona cominciò la sua carriera in un video musicale di bambini nel quale interpretava una strega cattiva. In seguito apparì in una pubblicità per un detersivo per il bucato. Ha poi interpretato il ruolo principale in un film israeliano Lihiyot Kohav (Essere una stella). Durante le riprese del film, le furono offerti due ruoli in due differenti show televisivi israeliani che accettò. Il primo era in una soap opera Tzimerin, che parlava della vita di una famiglia che gestisce un hotel; il secondo era The Pyjamas, una sitcom riguardante la lotta di una band, determinata a entrare nel mondo reale. Questa sitcom durò quattro stagioni e diede ad Alona l'occasione di dimostrare il suo talento musicale. Sebbene interpretasse un personaggio di primaria importanza solo nelle prime tre stagioni, apparì anche in diversi episodi della quarta. In seguito Alona incise diverse canzoni con il rapper israeliano Subliminal.
In cerca di riposo dalle fatiche del lavoro, Alona si trasferì a New York per vivere con la sorella. Proprio qui incontrò però il cantante Wyclef Jean, con il quale incise una canzone. In un'intervista ha definito il cantante una guida che l'ha spinta a seguire la sua vera passione, la musica. In seguito ha ottenuto il ruolo di Meg Manning, una delle poche ragazze degli 09ers amica di Veronica, nella serie televisiva della UPN Veronica Mars. Alona aveva originariamente fatto il provino per il ruolo di Veronica ed era stata scelta come seconda vincitrice del ruolo. Poiché a Rob Thomas piaceva la sua recitazione, decise di affidarle una parte creata appositamente per lei, quella di Meg Manning. Alona è apparsa in CSI - Scena del crimine, ricopre il ruolo di Jo Harvelle in Supernatural, ed è stata tra i protagonisti della serie Cult. Sarà anche Molly, la figlia della moglie di Monk, nell'ultimo episodio della serie Detective Monk.

## Vita privata
Alona è sposata con l'attore Marcos Ferraez dal 5 giugno 2007.

## Filmografia

### Cinema
- To Be a Star, regia di Arnon Zadok (2003)
- Taking 5 - Una Rock Band in Ostaggio (Taking), regia di Andrew Waller (2007)
- College, regia di Deb Hagan (2008)
- Undocumented, regia di Chris Peckover (2010)
- Kalamity, regia di James M. Hausler (2010)
- Broken City, regia di Allen Hughes (2013)
- Opening Night, regia di Isaac Rentz (2016)
- Red Sea Diving (The Red Sea Diving Resort), regia di Gideon Raff (2019)
- Grimcutty - Nutri la tua follia (Grimcutty), regia di John Ross (2022)

### Televisione
- CSI - Scena del crimine (CSI: Crime Scene Investigation) – serie TV, episodio 6x02 (2005)
- Cold Case - Delitti irrisolti (Cold Case) – serie TV, episodio 3x11 (2006)
- Settimo cielo (7th Heaven) – serie TV, episodio 10x17 (2006)
- Veronica Mars – serie TV, 10 episodi (2004-2006)
- Commander in Chief – serie TV, episodio 1x13 (2006)
- Split Decision, regia di Simon West – film TV (2006)
- Ha-Pijamot – serie TV, 62 episodi (2003-2006) - se stessa
- I signori del rum (Cane) – serie TV, 13 episodi (2007)
- Frangela, regia di David Steinberg – film TV (2007)
- The Cleaner – serie TV, episodio 1x02 (2007)
- Ghost Whisperer - Presenze (Ghost Whisperer) – serie TV, episodio 4x01 (2008)
- The Mentalist – serie TV, episodio 1x14 (2009)
- Knight Rider – serie TV, episodio 1x16 (2009)
- Party Down – serie TV, episodio 1x02 (2009)
- Detective Monk (Monk) – serie TV, episodio 8x16 (2009)
- Independent Lens – serie TV, episodio 11x21 (2010) - voce
- Lie to Me – serie TV, episodio 2x14 (2010)
- Leverage - Consulenze illegali (Leverage) – serie TV, episodio 3x06 (2010)
- The Defenders – serie TV, 1x03 (2010)
- Pretty Little Liars – serie TV 1x14 (2011)
- The Killing – serie TV, episodio 1x12 (2011)
- Against the Wall – serie TV, episodi 1x05-1x09 (2011)
- Supernatural – serie TV, 7 episodi (2006-2011)
- Cult – serie TV, 13 episodi (2013)
- Burn Notice - Duro a morire (Burn Notice) – serie TV, 8 episodi (2013)
- Fiamme d'amore (Rescuing Madison), regia di Bradford May – film TV (2014)
- Hand of God – serie TV, 20 episodi (2014-2017)
- Seal Team – serie TV, 53 episodi (2017-2024)
- Truth Be Told – serie TV, 11 episodi (2021)
- Alex Cross – serie TV (2024-in corso)

## Doppiatrici italiane
Nelle versioni in italiano delle opere in cui ha recitato, Alona Tal è stata doppiata da:
- Valentina Mari in Cold Case - Delitti irrisolti, Ghost Whisperer - Presenze, Broken City, Pretty Little Liars
- Federica De Bortoli in Supernatural, Taking 5 - Una rock band in ostaggio
- Domitilla D'Amico in CSI - Scena del crimine, Fiamme d'amore
- Francesca Manicone in I signori del rum, Hand of God
- Valentina Favazza in Detective Monk, Truth Be Told
- Ilaria Latini in Veronica Mars, Cult
- Laura Latini in The Mentalist
- Chiara Gioncardi in Leverage - Consulenze illegali
- Alice Bertocchi in Opening Night
- Benedetta Ponticelli in The Killing
- Benedetta Degli Innocenti in Burn Notice - Duro a morire
- Laura Lenghi in Knight Rider
- Sara Ferranti in Infiltrato speciale 2